# Mendicité forcée
 (août 2016).
- Si vous ne connaissez pas le sujet, laissez ce bandeau (vous pouvez alors contacter les auteurs).
- Si vous supprimez le contenu mis en cause (vous pouvez préalablement contacter les auteurs),

argumentez précisément cette suppression dans la page de discussion
(un manque de référence n'est pas un argument ; une recherche réelle de référence doit avoir été effectuée, être formellement documentée).
La mendicité forcée ou plutôt l'organisation criminelle qui découle d'une extension de la mafia utilise des personnes sans ressources à mendier et/ou extorquer de l'argent de façon tragique. L'argent ainsi récolté par ces personnes ramenées le plus souvent de pays pauvres ou insignifiants sont « dépossédées de toutes identités » et donc de « pouvoir judiciaire » pour faire reconnaître leur droit et leur « exploitation ». On peut alors parler d'une certaine forme d'esclavage, même s'il est désormais interdit avec le Pacte international relatif aux droits civils et politiques par exemple.

## Sur le plan politique
À l'heure d'aujourd'hui, les politiques ne reconnaissent pas encore ce phénomène. Il est en effet presque impossible de lutter contre, sachant que l'organisation est décentralisée et impossible à localiser précisément sachant que nombre de plaintes ont été déposées un peu partout dans chaque agglomération importante. 
L'UNICEF met en place des mesures ponctuelles comme à Dakar, où les enfants mendiants sont nombreux.

## Sur le plan économique
Il est très intéressant pour tout groupe "mafieux" d'utiliser de tels procédés. Le nombre de personnes pauvres mendiant dans la rue augmente dû aux multiples vagues de migration ainsi qu'aux dernières crises. Ces organisations peuvent les contrôler de façon assez simple et récolter ainsi de l'argent par le biais de la misère humaine sans avoir à définir cela comme du travail au noir.  